# Aquarela (canção)
"Aquarela" (Também conhecida na Itália como Acquarello) é uma canção gravada pelo músico brasileiro Toquinho. A canção foi originalmente escrita em italiano por Guido Moura e depois gravada com o nome Acquarello por Toquinho em 1983, na Itália. O êxito foi imediato tanto no país europeu quanto no Brasil (após a versão em português), tornando-se um dos clássicos da música brasileira e sendo usando em um comercial do Faber Castell. Um vídeo animado da música ganhou o "Liv Ullmann Peace Prize" em 2003, um prêmio do mais antigo festival de filmes infantis do mundo, o Chicago International Children's Film Festival [en]. Em julho de 2021, o Escritório Central de Arrecadação e Distribuição (ECAD) divulgou que "Aquarela" era a canção mais reproduzida de Toquinho nos últimos cinco anos.

## História
A música começou como uma canção chamada "Uma Rosa em Minha Mão", que era tema do personagem Chica Martins da novela da Globo dos anos 70 Fogo sobre Terra, escrita pelo Toquinho e interpretação pela Marilia Barbosa, que contém uma melodia parecida com a música.
No inicio dos anos 80, Toquinho começou a colaborar com o musico italiano chamando Maurizio Frabrizio que viajou para Brasil em 1982, e durante uma conversa, o Maurizio Frabrizio mostrou algumas composição para Toquinho, mais a primeira composição foi bem avaliado pelo Toquinho, que mais tarde o Maurício voltou para Itália para criar a letra da canção com o Guido Morra e quando Toquinho viajou para Itália, ele ouviu pela primeira vez a letra da música e gostou tanto que ele concordou em gravar a música.
A versão original da música se tornou um grande sucesso na Itália e na Europa e fez que o Toquinho se tornar-se o primeiro músico brasileiro a conseguir um disco dourado na Itália, o sucesso da música fez que o Toquinho gravasse uma versão brasileira da música que se tornou a versão da música mais reconhecida pelo público brasileiro.

## Desempenho nas paradas
| Parada (1983)              | Melhor posição |
| -------------------------- | -------------- |
| Europa (Eurochart Hot 100) | 39             |
| Itália (Musica e Dischi)   | 8              |

## Prêmios e indicações
| Ano  | Prêmio          | Categoria     | Resultado |
| ---- | --------------- | ------------- | --------- |
| 1983 | Troféu Imprensa | Melhor Música | Indicado  |